# ジュール・パスキン
ジュール・パスキン（Jules Pascin、本名 ユリウス・モルデカイ・ピンカス（Julius Mordecai Pincas）、1885年3月31日 - 1930年6月2日）は、ブルガリア人の画家。エコール・ド・パリ全盛の1920年代、モンパルナスで華やかな浪費生活をし「モンパルナスの王子」の異名を得た。「パスキン」は、本名のピンカスのアナグラム。

## 来歴

### 若いころ
1885年、ブルガリアのヴィディンに穀物商を営む裕福なセファルディム系ユダヤ人一家に生まれる。1892年、一家でブカレストに移住する。1896年から1901年にかけてウィーンの寄宿学校で中等教育を受ける。卒業後はブカレストに戻り父親の商社を手伝っていたが、やがて娼家と親しくなり父親と対立し、1902年、家を出る。
1902年、ブダペストで美術学校に通い、その後、ウィーンに移住すると美術研究所で素描を学ぶ。1903年、ミュンヘンに移りモーリッツ・ヘイマン美術学校に通い、その後、ベルリンで学ぶ。この頃、新聞や雑誌に挿画を投稿するようになる。
『ユーゲント』誌に投稿した作品がグスタフ・マイリンクの目に止まり、マイリンクの薦めもあり、1904年に風刺雑誌『ジンプリツィシムス』に投稿すると主宰のアルベルト・ランゲンに認められ、ミュンヘンに呼ばれ挿絵画家として専属契約を結ぶ。早くも素描家として高い評価を得る。1905年から「パスキン」の名を用いるようになる。

### パリ時代
1905年12月にパリへ移住する。本格的に油画に取り組む。サロン・ドートンヌやアンデパンダン展に作品を発表する。1913年にニューヨークで行われた大規模な展覧会「アーモリー・ショー」に選抜され出展（アーモリー・ショーはアメリカで初めて本格的にヨーロッパのモダンアートが紹介された展覧会。デュシャンが『階段を降りる裸体No.2』を出展し名声を博した）。

### アメリカ時代
1914年、第1次世界大戦を逃れてロンドンへ。ニューヨークへ行き展覧会に出品。具象的な作品を描き始める。その後、フロリダ、キューバへ行く。1918年にエルミーヌ・ダヴィッドと結婚し、アメリカの国籍を取得。

### パリ、そして死
第1次世界大戦終結後の1921年、パリのモンマルトルに居を定める。独自の画風を確立し、成熟期を迎える。カフェの「ル・ドーム」や「ラ・クーポール」やナイトクラブを舞台に、彼の取り巻き数十人を引き連れて浪費を繰り広げるなど華やかな社交生活を送るも、アルコール依存症と鬱病に苦しむようになる。そして、友人でノルウェー人画家のペール・クローグの妻のリュシーと不倫関係になるが、酒と麻薬にまみれた自堕落な生活が原因で別れる。
1930年6月2日、自宅アトリエの浴槽で手首を切ったうえ、首を吊って自殺。ドアに血文字で「Adieu Lucy」（さよなら、リュシー）と書かれていた。
パスキンの葬儀が行われた6月7日、パリのすべてのギャラリーは閉じて喪に服した。サントゥアン墓地までの5km近い道のりを、何千人もの知人がパスキンの棺の後に列を成したという。彼の遺体は一年後、モンパルナス墓地に再埋葬された。

## 作品の一部

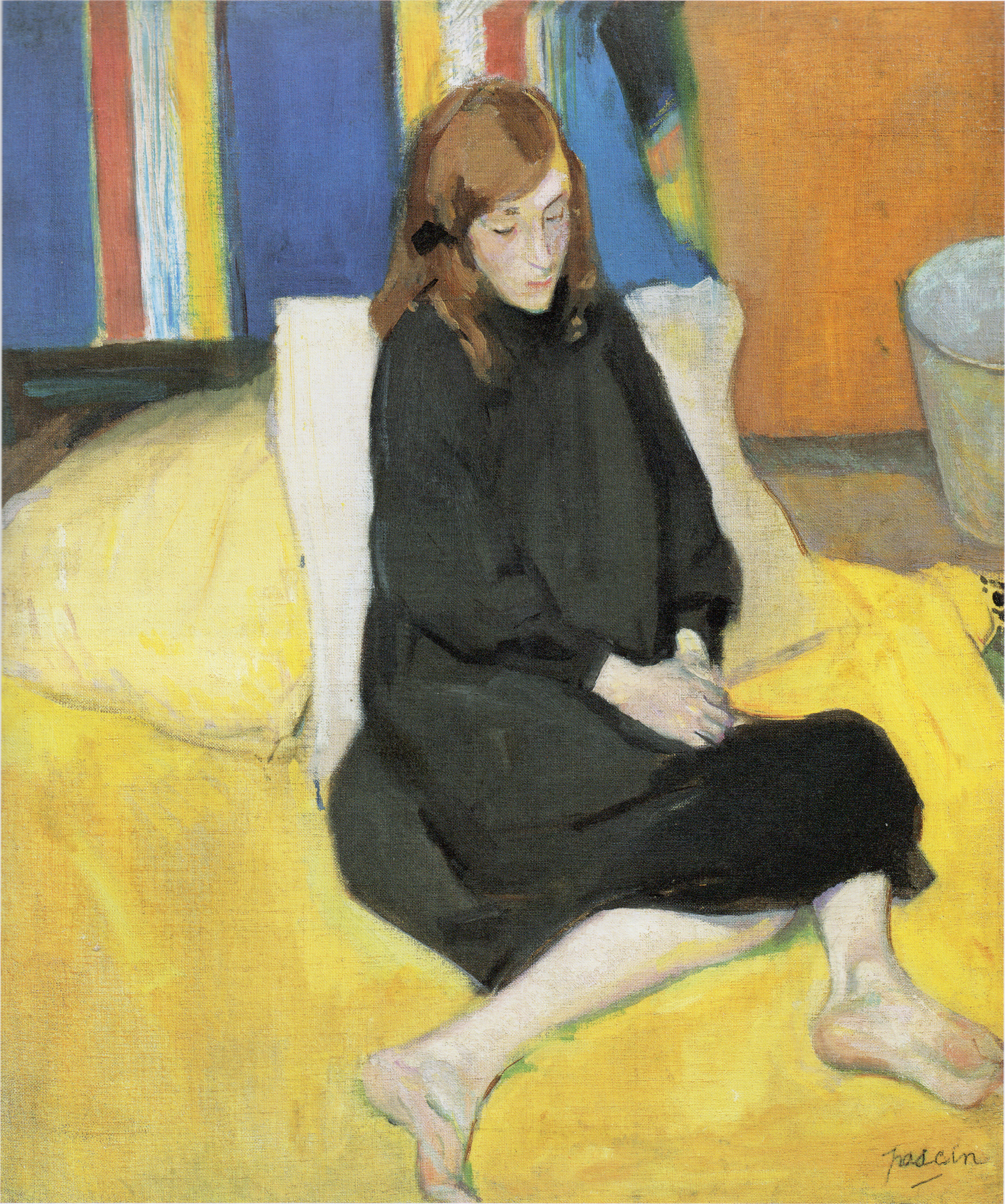
《女学生》（1908年、北海道立近代美術館蔵）
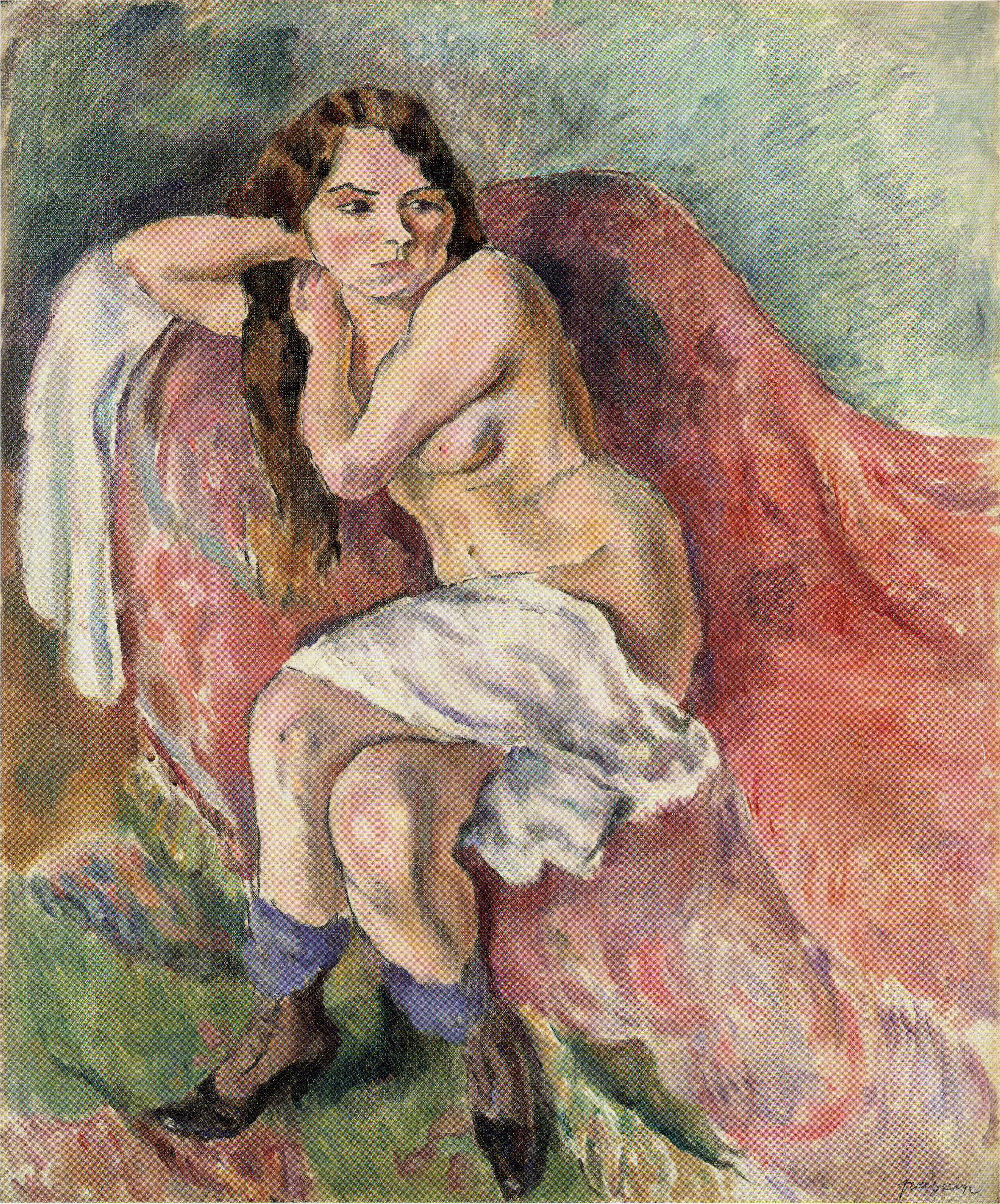
《ソファに腰かけるシュザンヌ》（1911年、北海道立近代美術館蔵）
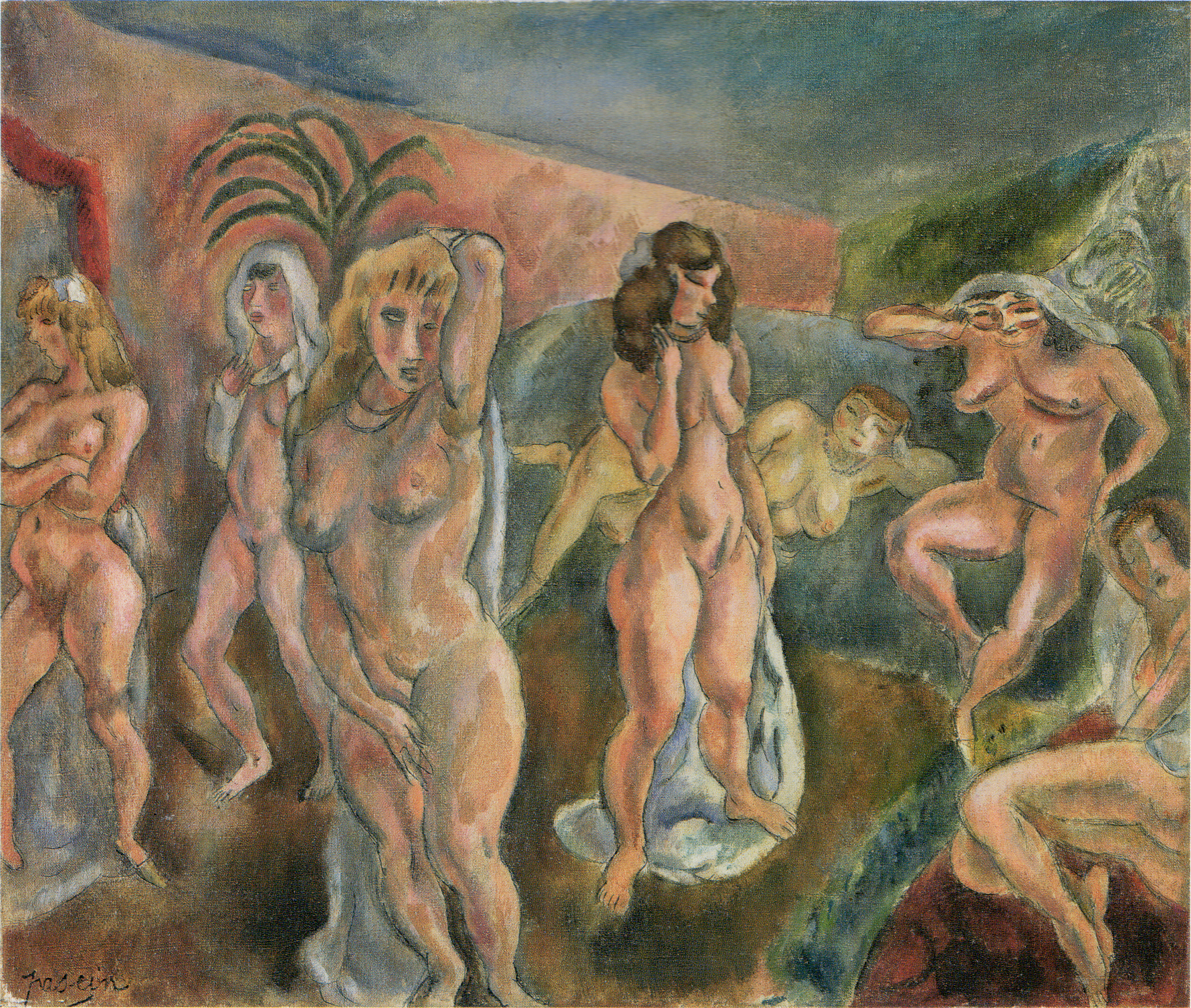
《裸婦の構図》（1915年、北海道立近代美術館蔵）
《アンドレ・サルモン（フランス語版）とモンマルトル》（1921年、北海道立近代美術館蔵）
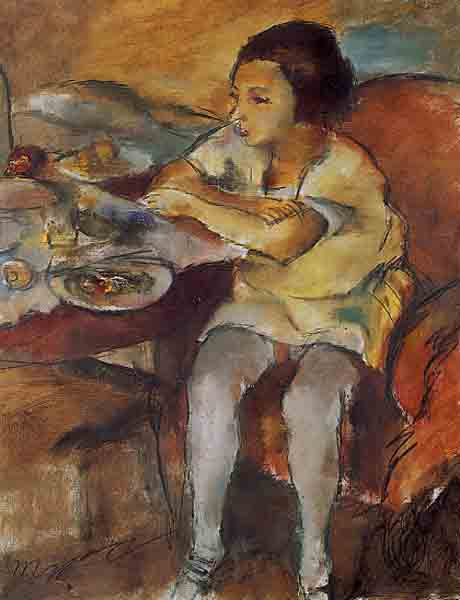
《昼食》（1923年、リエージュ美術館（フランス語版）蔵）
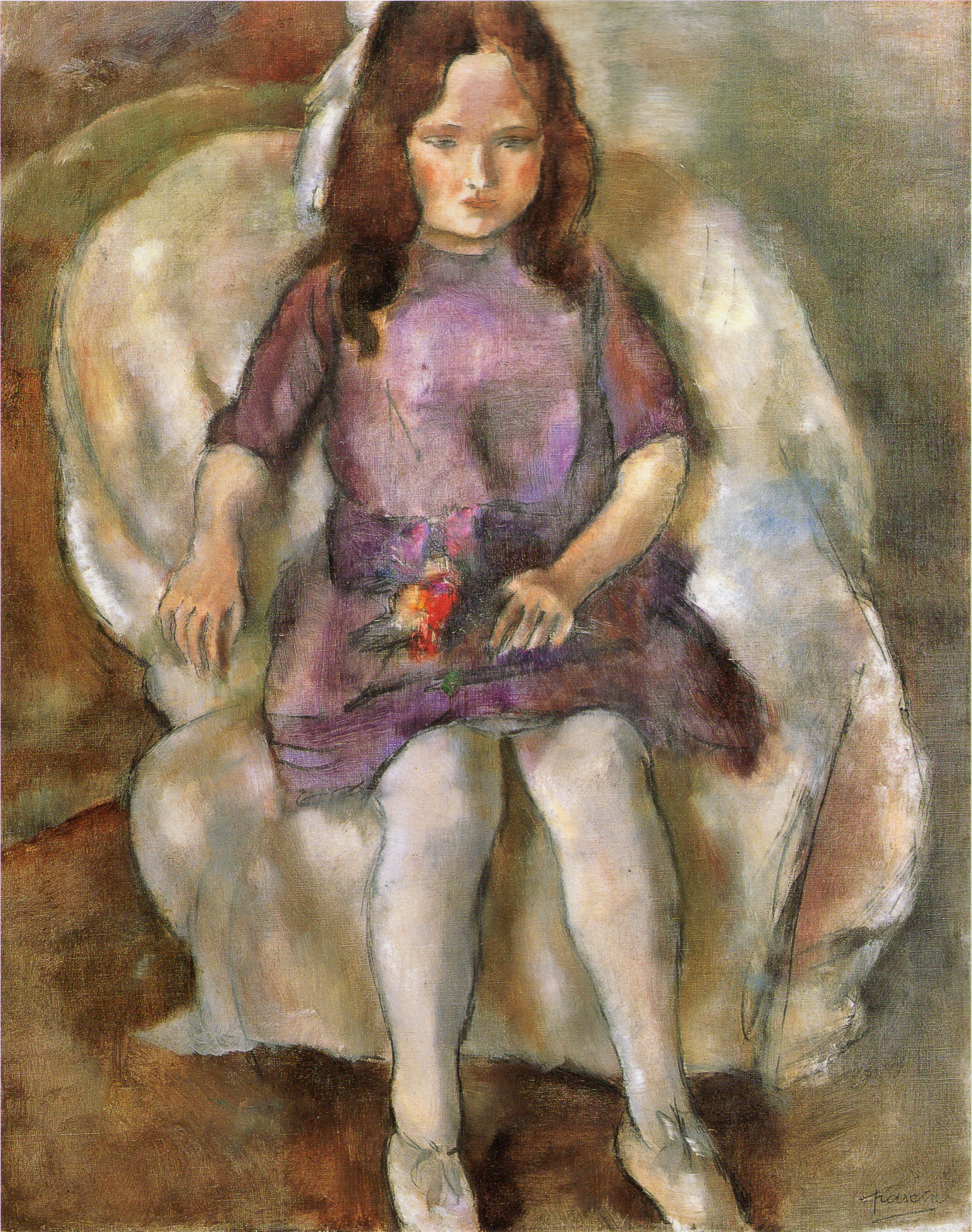
《花束を持つ少女》（1925年、北海道立近代美術館蔵）
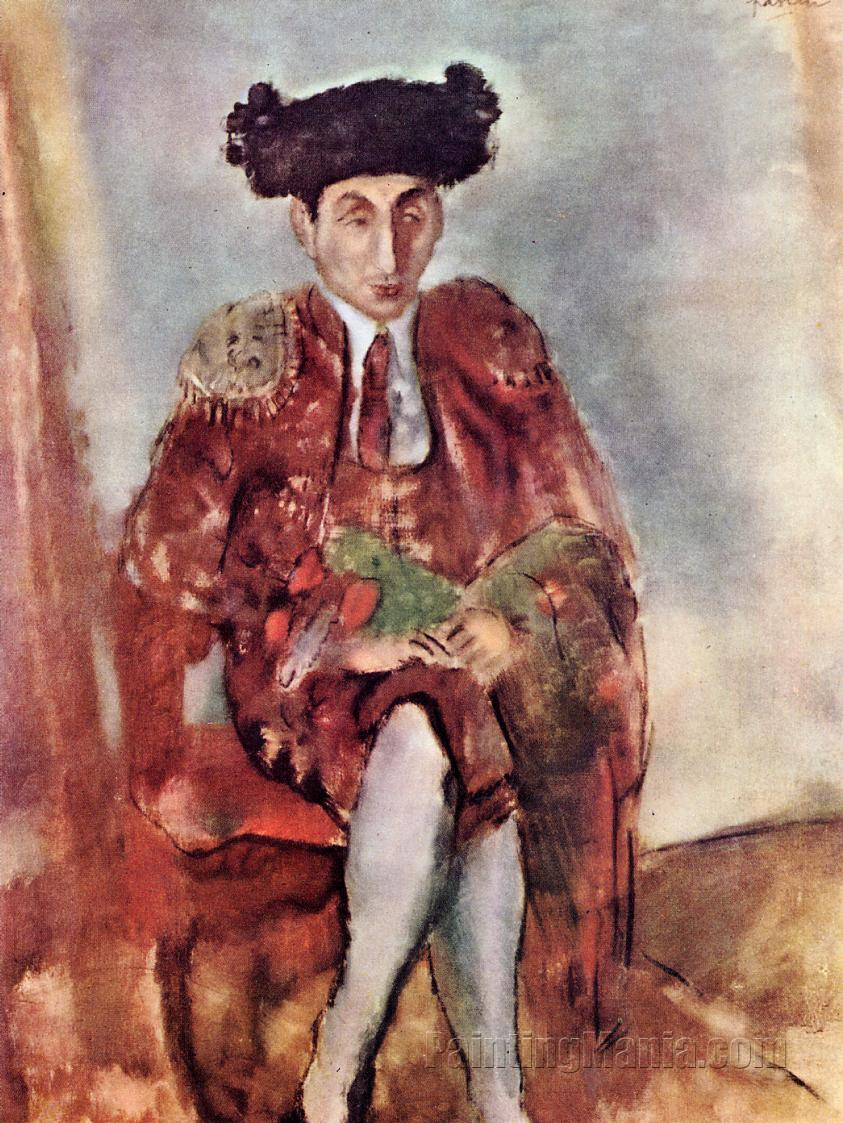
《闘牛士姿のアルフレッド・フレヒトハイム（フランス語版）》（1927年、国立近代美術館蔵）
《腰かける女》（1928年、北海道立近代美術館蔵）
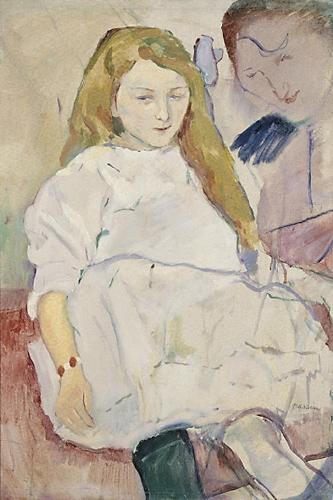
《母子像》（ニュー・サウス・ウェールズ州立美術館蔵）
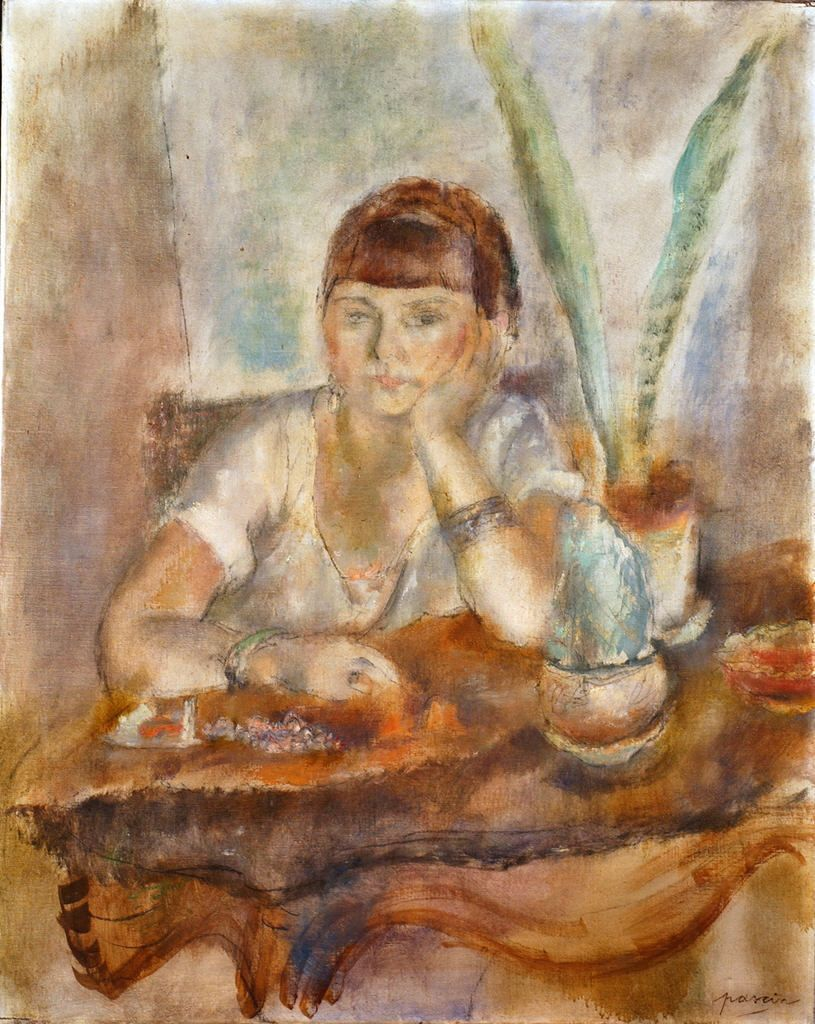
《ミニ・ローランの肖像》（1927-28年、ハーシュホーン博物館と彫刻の庭蔵）
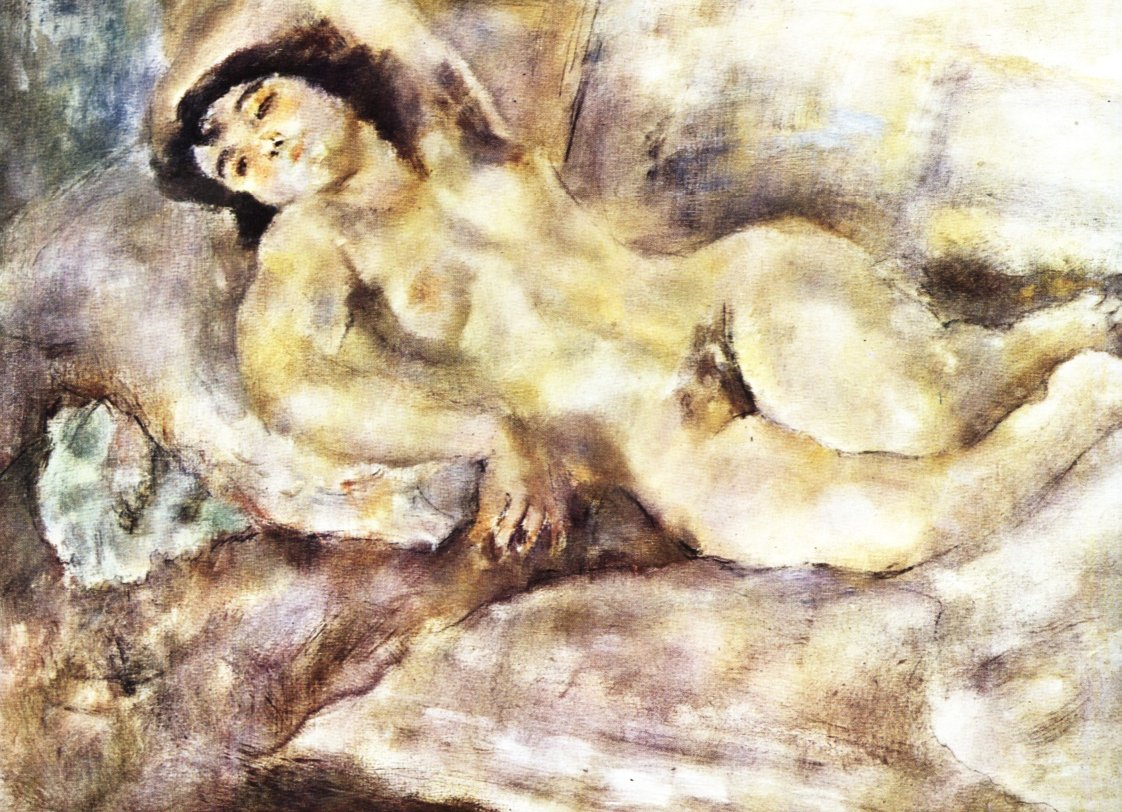
《マノリータ》（1929年、国立近代美術館蔵）

## 参考資料
- Nadine Nieszawer et Déborah Princ, Artistes juifs de l’école de Paris 1905-1939, Somogy éditions, 2015
- 武田厚 編『パスキン』岩崎美術社、1995年7月3日。ISBN 4-7534-1353-5。
  - 武田厚「運命の画家・パスキンの生涯と芸術」『パスキン』岩崎美術社、1995年7月3日、9-44頁。
  - 「パスキン年譜」『パスキン』岩崎美術社、1995年7月3日、195-197頁。